# Pasul Albula
Pasul Albula (retoromană: „Pass da l'Alvra”) se află la o altitudinea de 2.312 m deasupra n.m., fiind cea mai înaltă trecătoare din cantonul Graubünden, Elveția. El leagă la Tiefencastel Valea Albula de Engadin, localitatea La Punt-Chamues-ch.

Pasul Albula
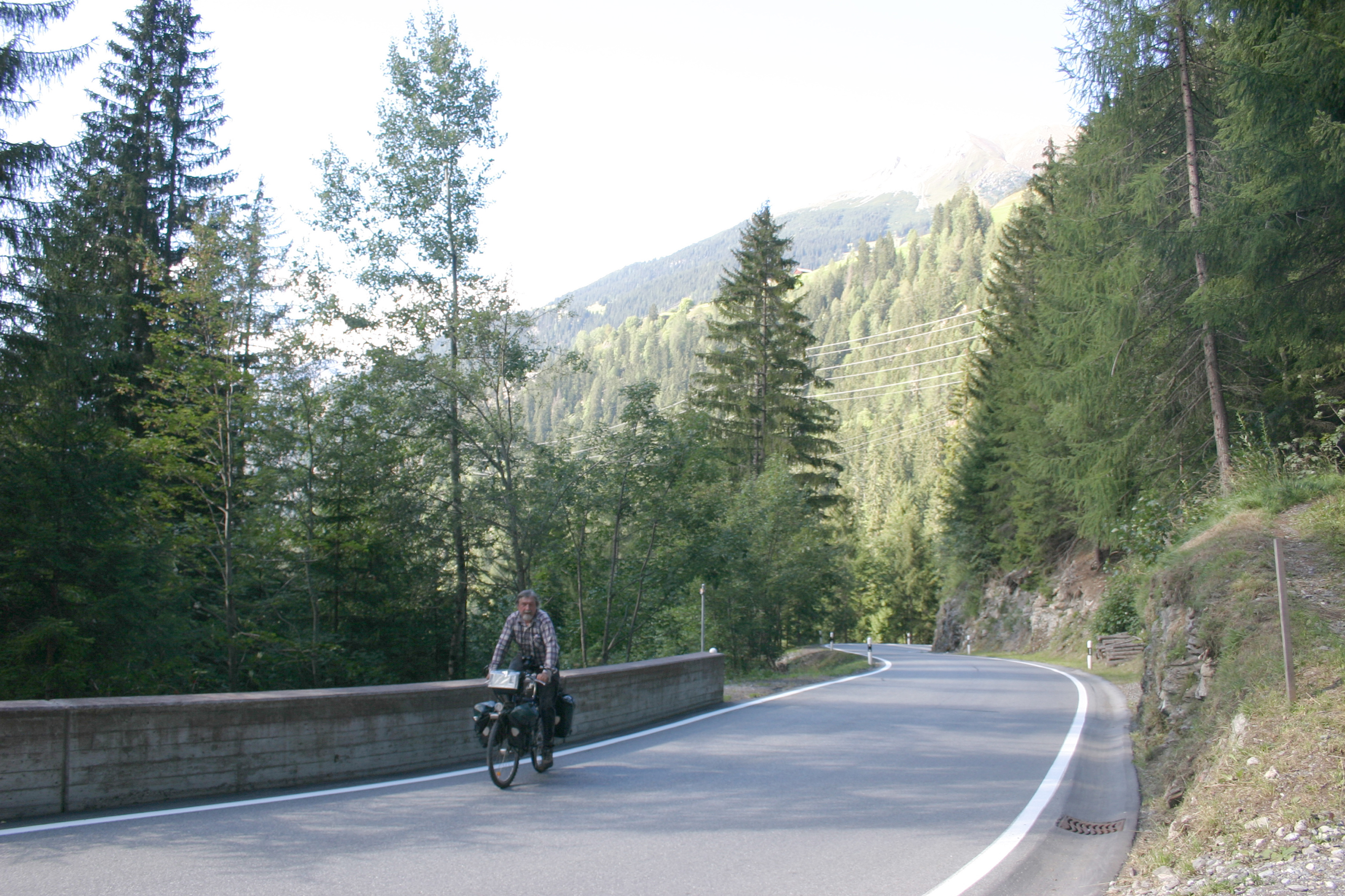
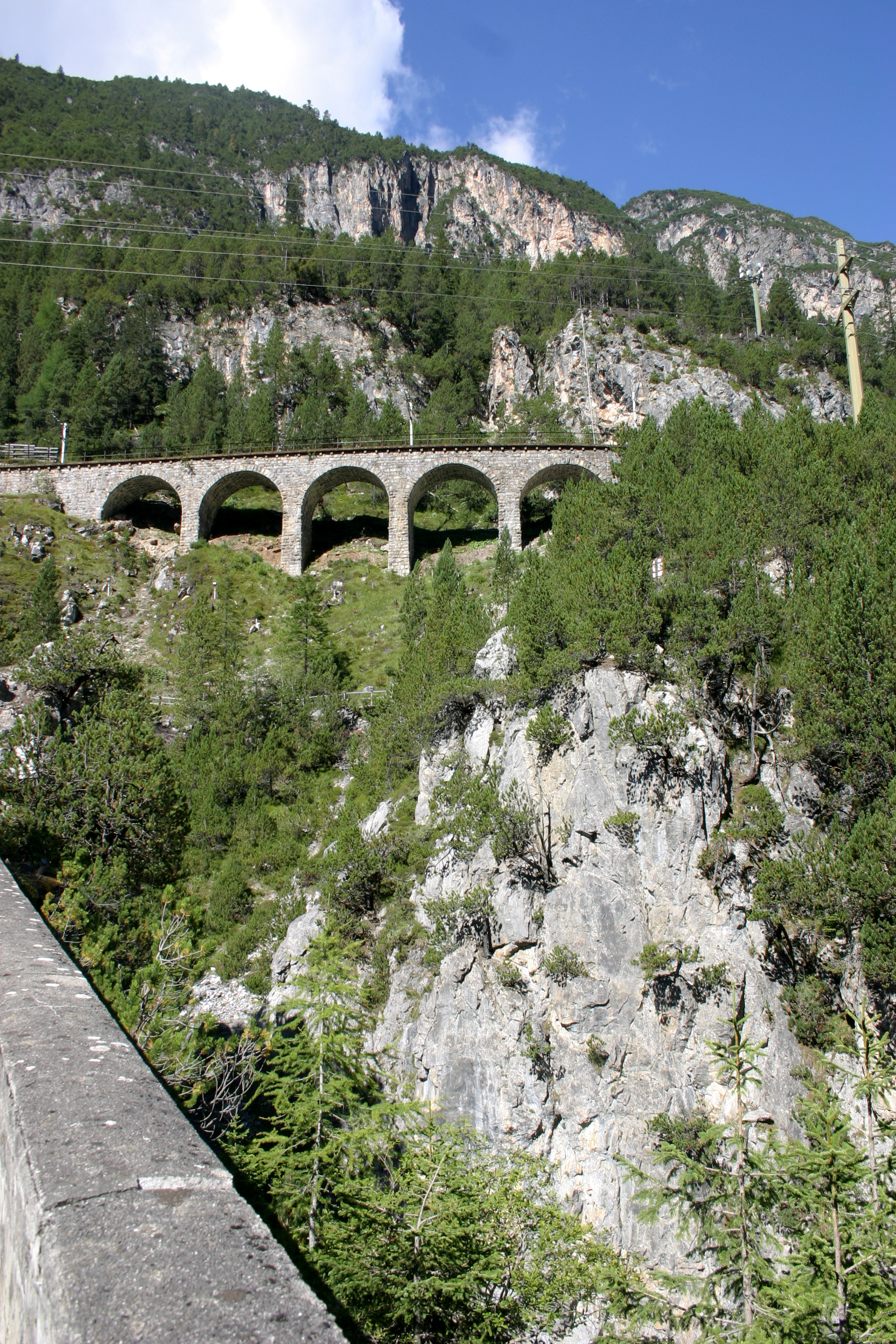
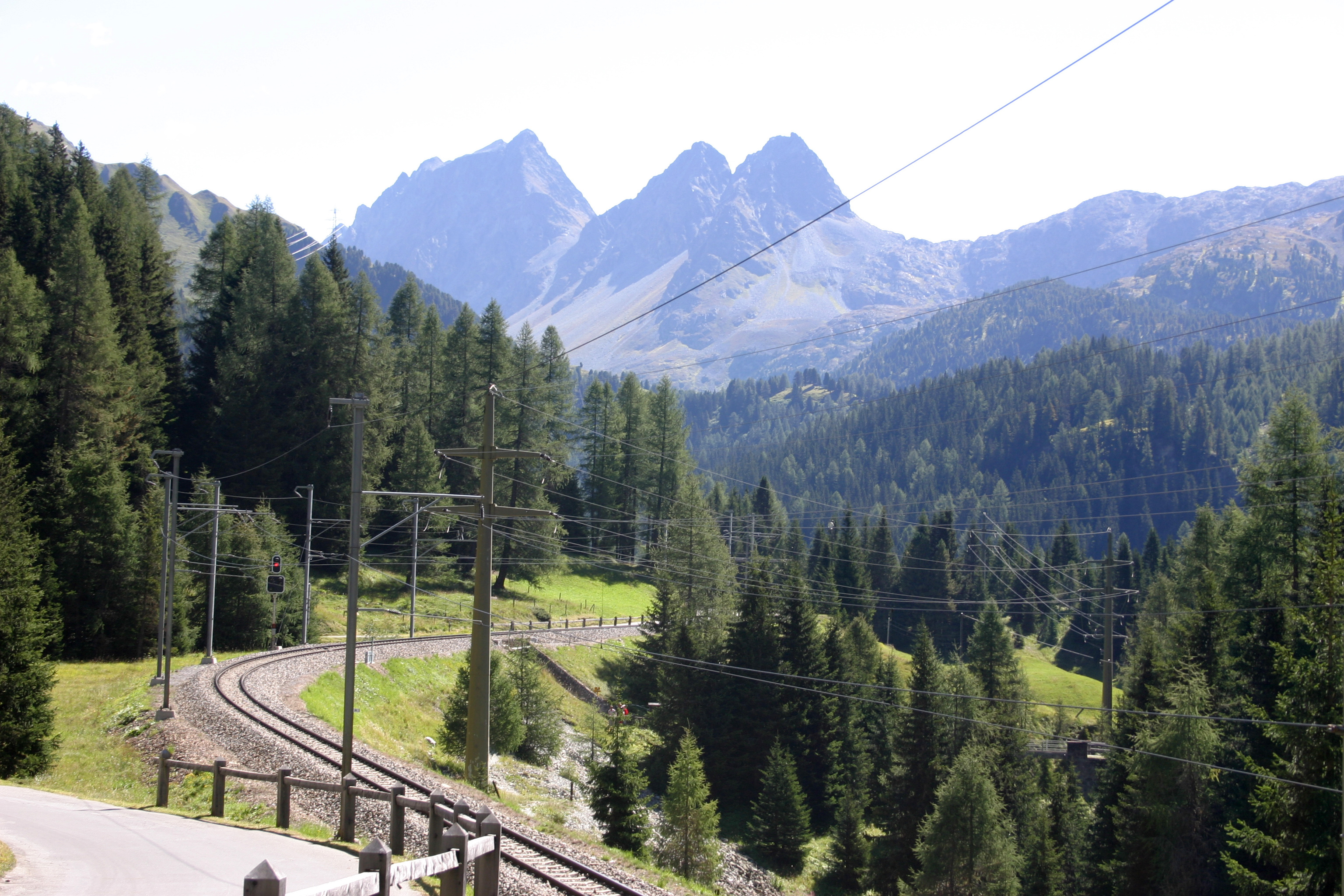
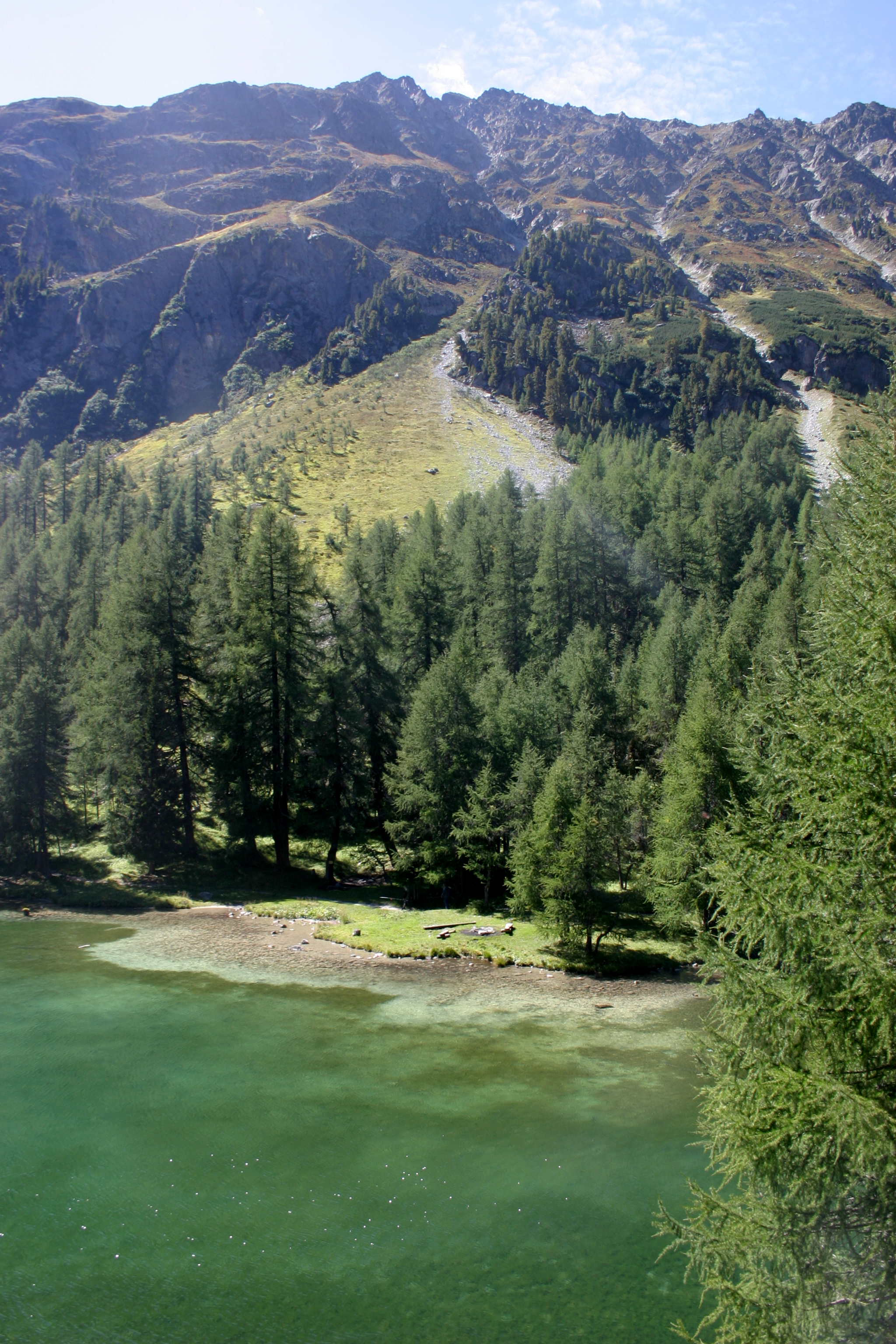
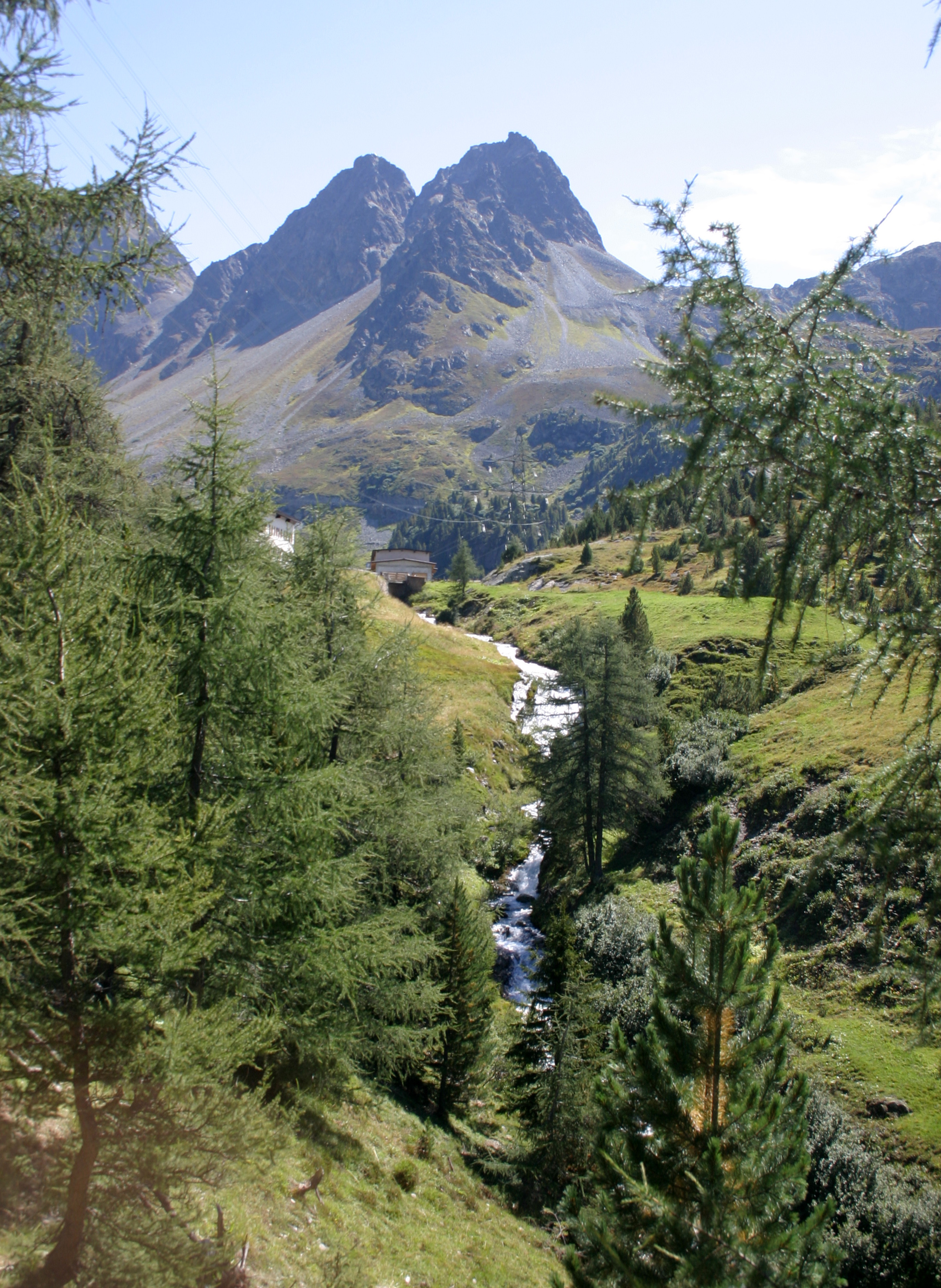
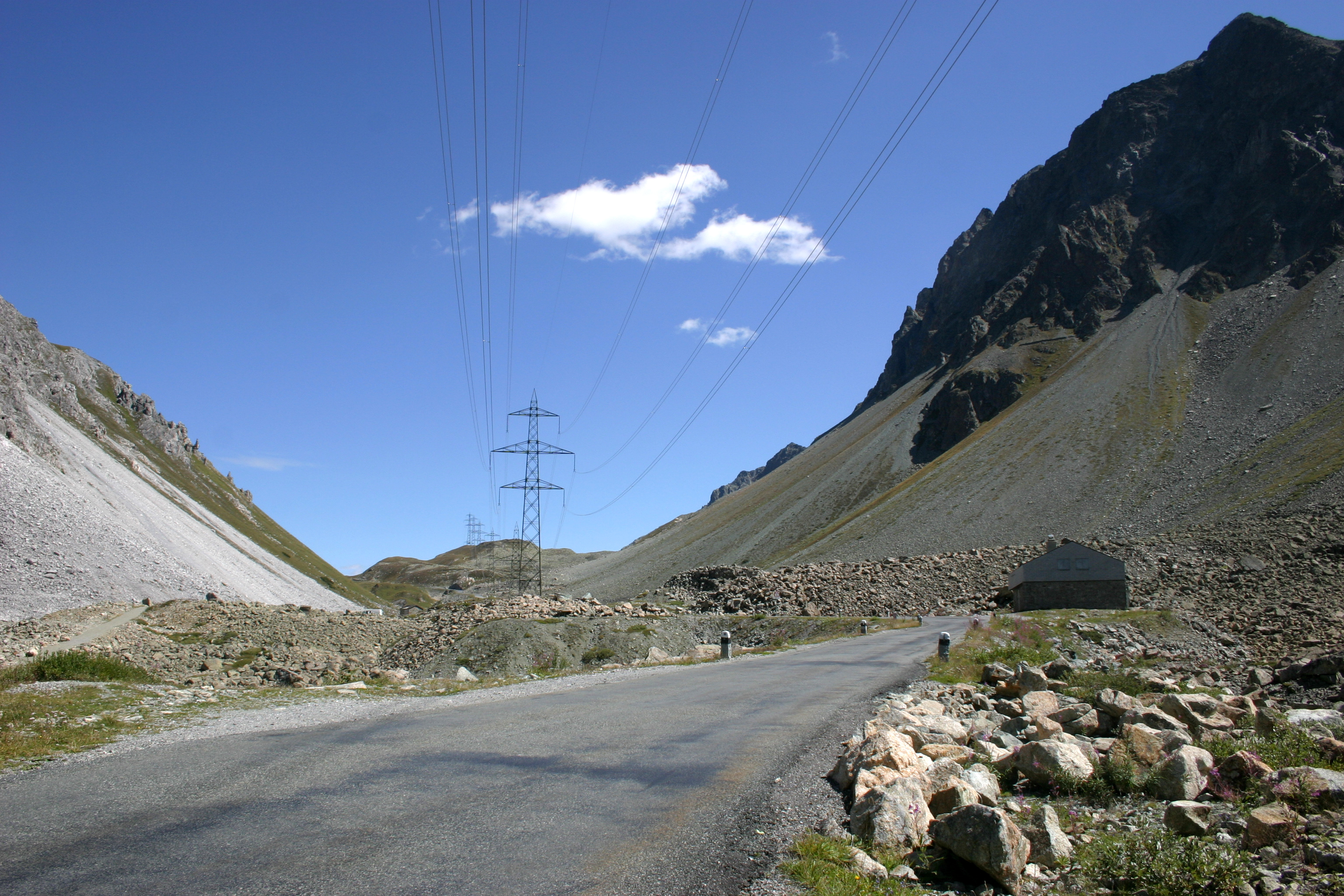
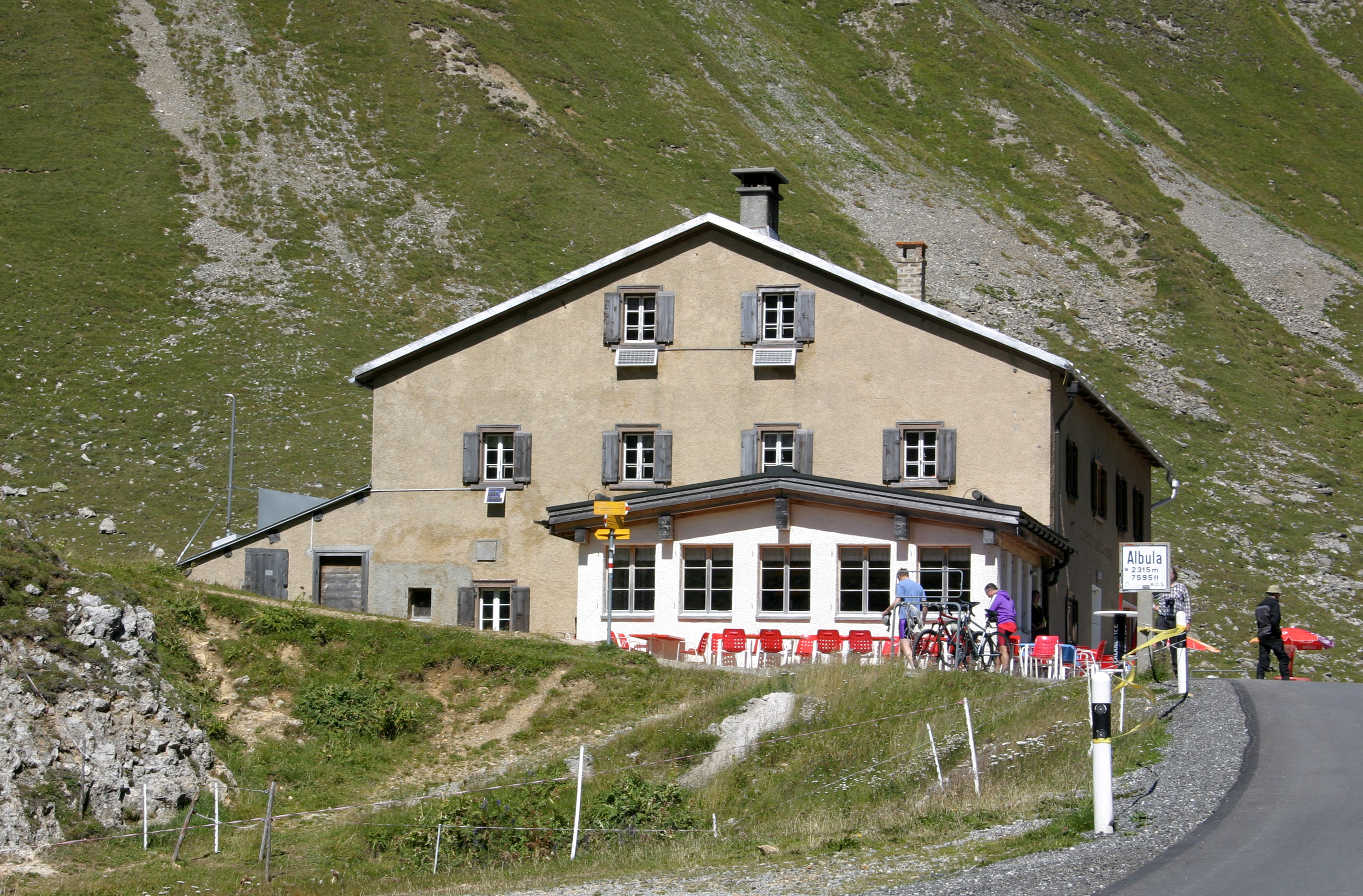
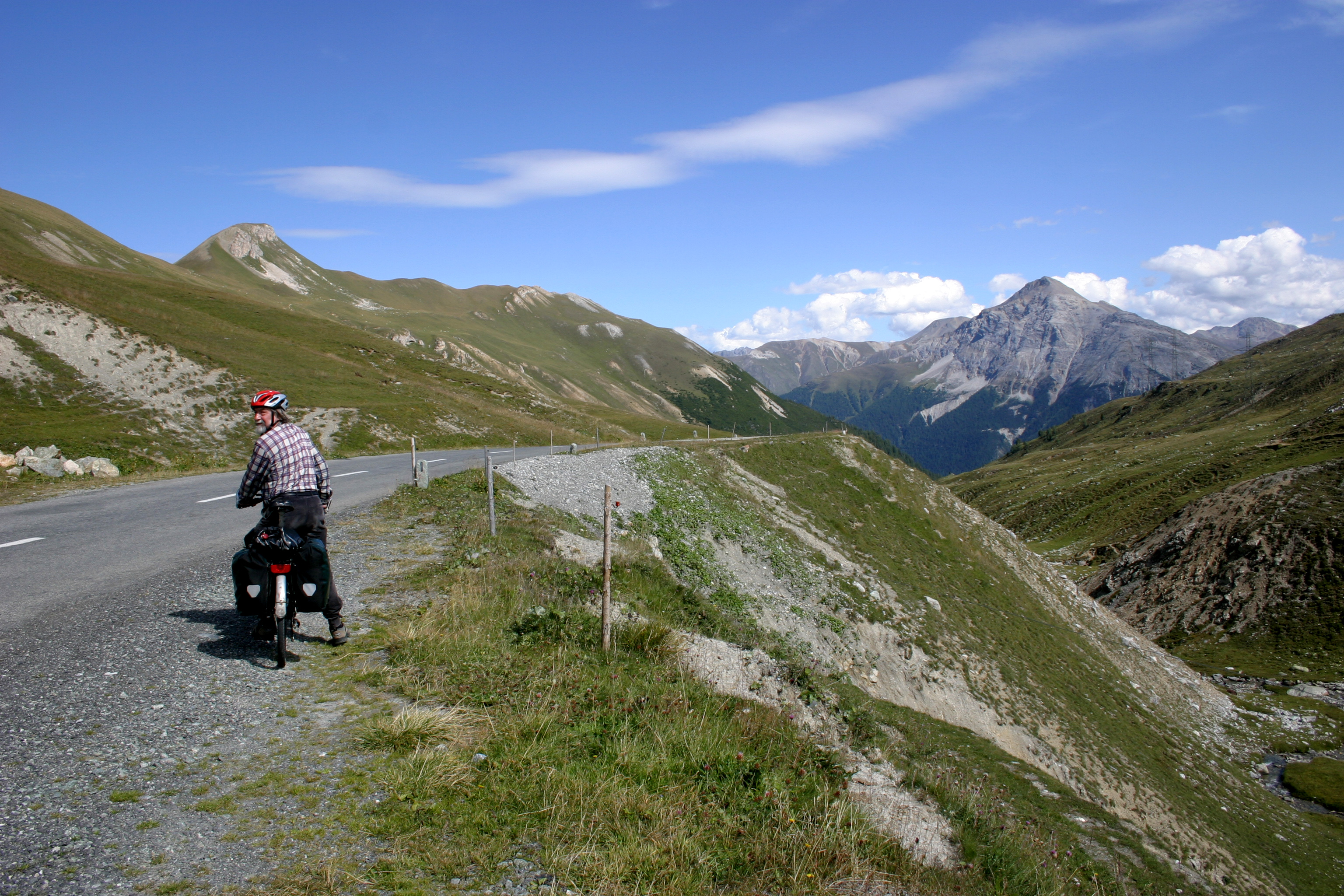